# Velankanni
Velankanni är en ort i Indien.   Den ligger i distriktet Nagapattinam och delstaten Tamil Nadu, i den södra delen av landet, 2 000 km söder om huvudstaden New Delhi. Velankanni ligger 3 meter över havet och antalet invånare är 10 000.
Terrängen runt Velankanni är mycket platt. Havet är nära Velankanni österut.  Närmaste större samhälle är Nagapattinam, 9,0 km norr om Velankanni. Trakten runt Velankanni består till största delen av jordbruksmark.